# Окуневський Ярослав Іполитович
Яросла́в Окуне́вський (5 березня 1860, Радівці, Герцогство Буковина, Австрійська імперія — 24 жовтня 1929, Городенка) — військовий лікар, український громадський і військовий діяч, письменник, дійсний член НТШ, адмірал флоту Австро-Угорщини.
Кавалер високих нагород Австро-Угорщини, Німеччини, Іспанії та Китаю.
Військово-морський лікар, він зробив рідкісну для українця в Австро-Угорщині військову кар'єру: став адміралом, очолював медичну службу австрійського військово-морського флоту. Розробив медичний статут флоту, який, з невеликими змінами, чинний і нині в багатьох європейських країнах.
Згодом жертвував великі суми на створення Легіону Українських Січових Стрільців. Очолював санітарну місію ЗУНР у Відні, завідував санітарними справами в Державному секретаріаті ЗУНР.

## Життєпис

### Родина
Народився в патріотичній священничій родині.
Прадіда Ярослава Окуневського звали Окунем, а шляхетське закінчення додав дід Адам-Данило.
У родині священника та лікаря о. Іполита Окуневського (1833—1902) та Теклі (доньки священника Івана Кобринського), крім Ярослава, було четверо дітей:
- Теофіл Окуневський (1858) — український юрист, громадський і політичний діяч, посол до парламенту Австро-Угорщини та Галицького сейму.
- Ольга Окуневська (1875) — знана піаністка, 4 роки навчалася у Миколи Лисенка, товаришка й акомпаніаторка Соломії Крушельницької.
- Наталія Окуневська (1864) — активістка жіночого руху в Галичині, організованого Наталією Кобринською, родичкою Окуневських по лінії матері.
- Емілія Окуневська (1862) — дружина адвоката Михайла Дорундяка, померла молодою.

Коли Ярославу було 15 років, померла мати; дітей виховувала бабуся Ганна Кобринська. Діти росли в дружній, згуртованій атмосфері, їм змалку прищеплювали засади християнської моралі й національну свідомість.
Парафія у Радківцях була бідною, тож щоб забезпечити матеріально родину та вивчити дітей отець Іполит спочатку переїхав у с. Бросківці, а згодом став парохом (1869–1902) у Яворові поблизу Косова, де у його родині охоче гостювали Іван Франко, Михайло Коцюбинський, Леся Українка, Гнат Хоткевич, Ольга Кобилянська, Олександр Олесь та інші визначні діячі української культури.

### Освіта
Ярослав Окуневський навчався спочатку в сільській парафіяльній школі в с. Яворів (тепер Косівський район Івано-Франківської обл.), опісля в семирічній школі в Снятині. Згодом його віддали до Коломийської гімназії, де він зазнав немало принижень від учнів-поляків. Про це він потім напише в своїх споминах. Змалку був короткозорим, постійно носив окуляри. 1877 року стає студентом медичного факультету Віденського університету. Його обирають головою студентського академічного товариства «Січ», заснованого з ініціативи Івана Горбачевського та Івана Пулюя на відзначення річниці зруйнування Катериною II Запорозької Січі. Успішним навчанням він привертає увагу військового міністерства і отримує від нього високу стипендію в обмін на зобов'язання після завершення навчання на медичному факультеті служити на флоті військово-морським лікарем. Після отримання у 1884 році диплому доктора медицини, щоб відпрацювати отриману стипендію, став служити корабельним лікарем військового флоту Австро-Угорщини, який базувався в Хорватії в м. Пула.

### Діяльність
Ярослав Окуневський зробив надзвичайно рідкісну для українця в Австро-Угорщині військову кар'єру, ставши адміралом військо-морського цісарсько-королівського флоту. Під час тридцятирічної служби на флоті брав участь у далеких плаваннях на вітрильниках і парових кораблях «Аврора», «Мінерва», «Радецький», «Кайзер Франц Йосиф І», побував у країнах Африки, у Китаї, Гімалаях, на Цейлоні, в Греції, Османській імперії та інших країнах. Він досконало опанував медичні та військові науки, знав географію навігацію, історію, вільно володів англійською, французькою, італійською та німецькою мовами. Опрацював перший статут медичної служби військово-морського флоту, який згодом був покладений в основу статутів багатьох держав. Згодом він став одним із двох офіцерів із найвищим званням — генерал-майор морської медичної служби, яке отримав 1 листопада 1914 р. Під його опікою знаходилися тисячі моряків.
Під час відвідин різних країн у складі державних місій, представництв, крім службових обов'язків Окуневський вивчав побут мешканців цих країн, звичаї, багато фотографував. Як дійсний член НТШ й Українського лікарського товариства накопичував матеріали для науково-краєзнавчих публікацій та нарисів. Його нариси друкувалися в українській періодиці Галичини, а згодом (1898 року) були видані окремою книжкою «Листи з чужини».

10 січня 1899 року він одружився з австріячкою Отілією Міллер, в наступні три роки у них народилися доньки — Дора і Ольга.
У 1901 році він та його брат Теофіл дали по 2 тисячі корон на купівлю Народного дому в Городенці, в якому розмістилися українські товариства та організації. Він підтримував своїми коштами «Рідну школу», сирітські доми, незаможних українських студентів, допомагав товариству «Просвіта», яке обрало його своїм почесним членом. Допомагав українським виданням у Львові та в Чернівцях, профінансував видання ювілейного альманаху «Січ» (1908 рік). Допоміг братові Теофілу і доктору Іванові Ціпановському відкрити першу повітову лікарню в Городенці.

Старшини 1-го полку «Сірожупанної» дивізії перед виїздом з табору Фрайштадт (12 лютого 1918). Перший ряд зліва направо сидять: Роман Домбчевський, Петро Ганжа, Йосип Охримович. Стоять: крайній ліворуч генерал-суддя Павлюх, крайній праворуч Ярослав Окуневський

На початку Першої світової війни Окуневський — адмірал головного штабу флоту, Головний лікар та начальник Головного медичного управління штабу військово-морських сил Австро-Угорської імперії. Став першим українцем — кавалером Лицарського хреста Франца Йосипа, ордена Лицаря іспанської королеви, французького ордена Почесного легіону, китайського імператорського ордена Дракона, найвищого титулу Мандарина та ще багатьох високих нагород не однієї держави.
З початком Першої світової війни в Західній Україні почали масово створюватися відділи Українських січових стрільців, в скорому часі з яких було створено Легіон УСС. Ярослав Окуневський вітає його створення і жертвує на його забезпечення великі суми з власних коштів. У скорому часі він очолює Українську санітарну місію, в 1915 році надає суттєву допомогу санітарній службі легіону, направляє з Відня для нього медикаменти і вступає в Союз визволення України.
З проголошенням Західно-Української Народної Республіки 58-річний адмірал відразу зголосився на службу рідному народу. Очоливши Державну медичну місію ЗУНР у Відні, акумулює збір коштів для молодої держави і відправляє чотири санітарних ешелони для Української галицької армії.
Я. Окуневський був організатором та головою Української санітарної місії УНР у Відні, а у 1919–1922 роках — головнокомандувачем у санітарних справах Державного секретаріату ЗУНР.
1919 року Ярослав Окуневський вносить вагомий внесок в забезпечення військ УНР генерала М. Омельяновича-Павленка, в тому числі і Дивізії морської піхоти під командуванням Михайла Білинського. Використовуючи свої старі зв'язки у Відні, у великій мірі і за власні кошти, він організував постачання на потреби армії УНР чотирьох ешелонів різних медикаментів та військово-медичного майна.
Крім того, Ярослав Окуневський асигнував коштами і надав значну організаційну допомогу військово-морському аташе УНР у Відні капітану 2 рангу Володиславу Дашкевичу-Горбацькому в організації відправлення з Адріатичних портів флоту Австро-Угорщини вихідців з Західної України для комплектування ними полків морської піхоти УНР та організації матеріальної допомоги боротьбі українців.
Незабаром Ярослав Окуневський повертається в Галичину і очолює санітарну управу Української галицької армії.
Українська визвольна революція, а з нею і молода Українська держава не витримали ударів сусідів. Поразка Української Народної Республіки стала важким моральним ударом для вже літнього адмірала.

### Останні роки життя
Після поразки визвольних змагань українців Ярослав Окуневський повертається в рідні краї. Останні 10 років він прожив у Городенці в брата Теофіла, який працював адвокатом. Дуже часто бував у Яворові. Працював скромним лікарем в лікарні, яку допомагав будувати у 1909 році. Там продовжував матеріально підтримувати діяльність українських громадських організацій «Просвіта», «Січ», виступав у пресі з публікаціями на захист земляків від утисків з боку влади. Жертвував кошти на «Рідну школу», субсидував навчання сиріт, мав намір здійснити мрію батька — збудувати сільську лікарню. Проте, все більше давалася взнаки матеріальна скрута, оскільки польський уряд відмовився виплачувати австрійському адміралові військову пенсію, а всі заощадження він витратив на становлення української держави.
Його родинне життя лікаря-моряка і мандрівника не склалося. Він припинив контактувати з дружиною Отилією Міллєр та доньками Дорою і Ольгою, які звикли до столичного життя і не могли зрозуміти, а тим більше розділити його прив'язаності до сільського життя.
Ярослав Окуневський трагічно помер 24 жовтня 1929 року. Деякі джерела обережно повідомляють про «трагічну загибель», інші — про самогубство, як наслідок відчаю та безнадії. Володимир Дорошенко писав: «Д-р Ярослав Окуневський був справжнім європейцем, незвичайно культурною і вихованою людиною. Завжди елеґантно, із смаком одягнений, він був зразком джентльмена. Втративши з упадком Австрії емеритуру, дуже бідував на старості літ, і, не маючи сил знести злидні, а не можучи присилувати себе попросити допомоги у громади, наложив на себе руки».
Похований у родинному склепі (гробівці) на цвинтарі в Городенці. За часів відновлення незалежності України родинний гробівець Окуневських було відремонтовано (за більшовицької влади його було сплюндровано).

## Нагороди

### Австро-Угорщина
- 1917 — Командорський хрест ордена Франца Йосифа[1].
- 1915 — Офіцерський хрест ордена Франца-Йосифа з Воєнною відзнакою (нім. Offizierskreuz des Franz-Joseph-Ordens mit der Kriegsdekoration).
- 1913 — Орден Залізної Корони 3 ступеня (нім. Orden der Eisernen Krone 3. Klasse).
- 1907 — Лицарський хрест ордена Франца-Йосифа (нім. Ritterkreuz Franz Joseph-Orden).
- 1899 — Бронзова Ювілейна пам'ятна медаль для збройних сил (Bronzene Jubiläums-Erinnerungs-Medaille für die bewaffnete Macht).
- 1908 — Військовий Ювілейний хрест (нім. Militär-Jubiläumskreuz).

### Німеччина
- 1916 — Німецький Залізний Хрест 2 класу (нім. Deutsches Eisernes Kreuz 2. Klasse)

### Китай
- 1897 — Китайський орден Подвійного Дракона 3 класу 3 ступеня (Cninesischer Orden des doppelten Drachen 3. Klasse 3. Stufe)

### Іспанія
- 1892 — Іспанський орден Військово-морських Заслуг 1 ступеня (ісп. Spanischer Orden del Merito Naval 1. Klasse)

## Вшанування пам'яті
2006 року телерадіокомпанія ВМС ЗС України «Бриз» разом з Громадським військово-історичним клубом ВМС України імені С. Шрамченка заснована літературно-мистецька премія ВМС України імені адмірала Ярослава Окуневського за найкраще висвітлення військової, військово-патріотичної тематики, життя Збройних сил України, твори на теми мариністики, пропаганди військово-морських традицій, культури і мистецтва українського народу. Нагрудний знак лауреатів цієї премії належить до загальнофлотських відзнак.
2009 року київське видавництво «Темпора» перевидало книгу Ярослава Окуневського «Листи з чужини».
З 2011 року за підтримки громадської організації «Відкрита покутська ліга» та місцевих ентузіастів у Городенці проводяться щорічні міжобласні інтелектуальні турніри зі спортивного «Що? Де? Коли?» «Кубок адмірала Окуневського» та «Криголам „Адмірал Окуневський“».

## Творчість
- Чорногора і чорногорці. Львів: Діло, 1885.
- Листи з чужини. Книга І. Чернівці, 1898.
- Листи з чужини. Книга II. Львів, 1902.
- Листи з чужини. Київ: Темпора, 2009. — 520 с.